# Randy Lerner

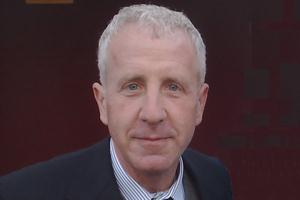
Randy Lerner

Randolph David Lerner (Brooklyn, 21 de fevereiro de 1962) é um filantropo e empresário. Ele era dono do clube de futebol inglês Aston Villa Football Club, que disputa a Premier League inglesa, vendendo o clube em 2016, e do Cleveland Browns, que disputa a National Football League americana, vendendo o clube em 2012. Em julho de 2024, a Forbes estimou sua fortuna em 1,2 bilhão de dólares.

## Juventude
Lerner nasceu de uma família judaica, e seus pais eram donos de uma pequena loja de doces e sanduíches em Queens, Nova Iorque. Graduou-se na Universidade de Columbia em 1984. Sua graduação foi na Escola de Direito da universidade, e Lerner faz parte da ordem dos advogados de Nova Iorque (estado) e Distrito de Columbia. Ele já trabalhou como advogado na cidade de Nova Iorque.

## Carreira
Lerner começou a trabalhar como analista de investimentos numa seguradora de automóveis. Em 1991, seu pai fundou uma empresa de investimento independente com capital progressivo chamada Securities Advisors, que Al possuía e administrou até 2001. A SAI inicialmente se especializou em arbitragem antes de mudar seu foco para investimentos em ações.
Seu pai, Alfred "Al" Lerner, foi eleito presidente da MBNA Corporation, uma holding bancária, após investir 800 milhões de dólares na oferta pública inicial (IPO) da empresa. Em 1993, Randy Lerner se tornou um membro da diretoria da MBNA, e com o falecimento do seu pai em 2002, tornou-se presidente. Em 2006, Bank of America adquiriu a MBNA por 35 bilhões de dólares.

## Equipes esportivas

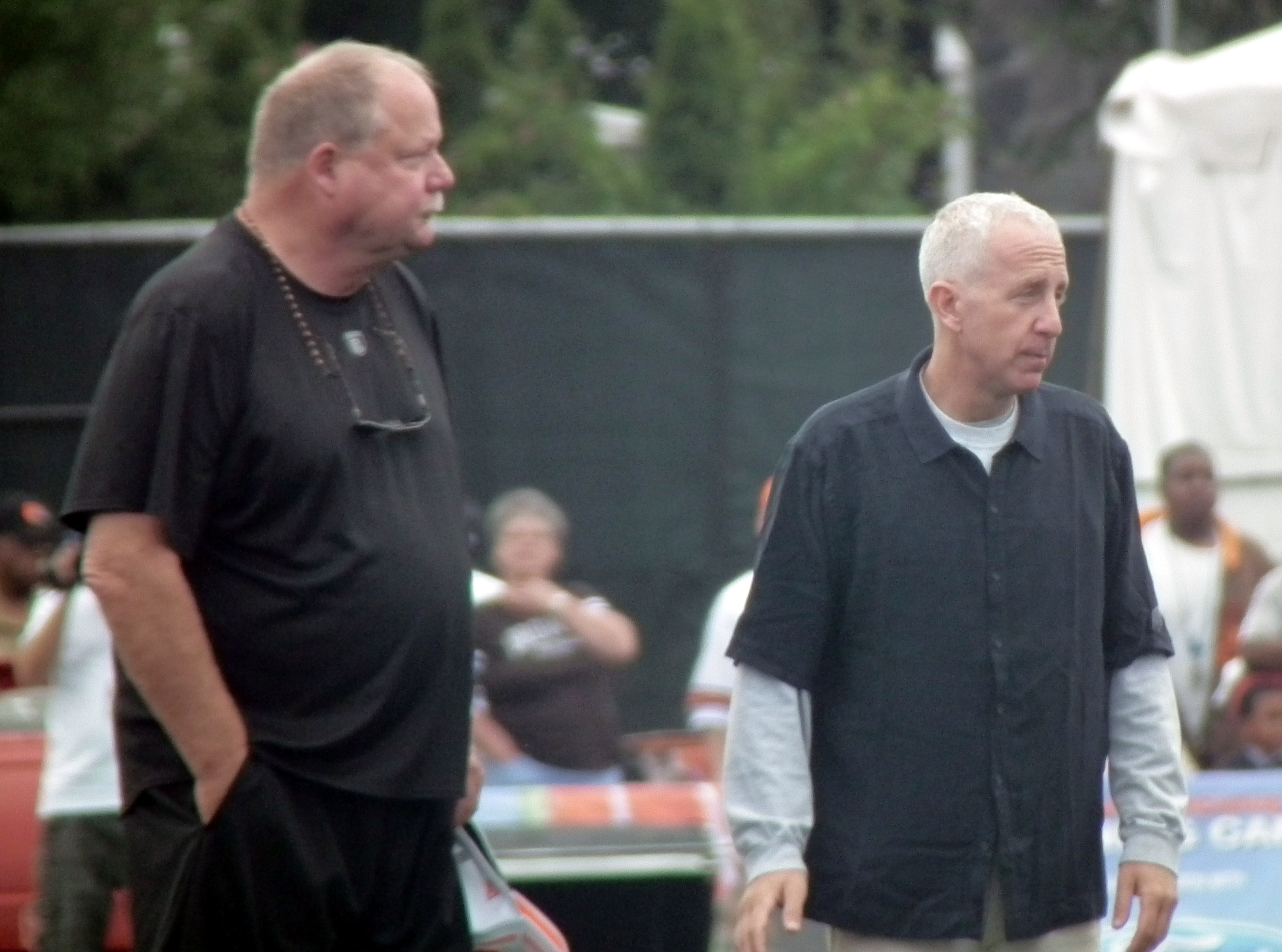
Lerner (direita), junto com o treinador Mike Holmgren, observando uma sessão de treino do Cleveland Browns (2012)

### Cleveland Browns
Quando seu pai faleceu em outubro de 2002 – quatro anos após ser-lhe dada a franquia Browns - a propriedade do time passou a Randy Lerner. Lerner serviu como membro do Comitê de Empreendimentos Comerciais da NFL. Em 2012, Lerner vendeu o time ao empresário Jimmy Haslam.

### Aston Villa
Durante seu tempo em Cambridge, Lerner aprendeu sobre o futebol inglês, se interessando por três times: Arsenal, Fulham e Aston Villa. Embora ele tenha crescido nos Estados Unidos, com um pai que esteve envolvido com a franquia Cleveland Browns, o interesse de Lerner pelo futebol inglês perdurou muito depois de seu retorno aos Estados Unidos.
Em julho de 2006, foi relatado que Lerner pretendia comprar o clube Premier League Aston Villa, após uma declaração da administração do Cleveland Browns indicando que Lerner estava perseguindo "interesses comerciais" no Reino Unido. Lerner desistiu da oferta para comprar o Aston Villa dois dias depois, após o fracasso das negociações com o presidente do clube Doug Ellis, mas no dia seguinte surgiram relatos de que Lerner ainda estava considerando uma oferta formal de 64 milhões de libras pelo clube.
Em agosto de 2006, foi confirmado que Lerner havia chegado a um acordo de 62,6 milhões de libras com o Aston Villa para assumir o clube. O comunicado à Bolsa de Valores de Londres confirmou que 60% das ações do clube, incluindo a participação de 39% de Doug Ellis foram vendidas para Lerner, vencendo a concorrência de consórcios liderados por Michael Neville, Nicholas Padfield QC e Athole Still. Onze dias após o anúncio, a LSE confirmou que Lerner havia garantido 59,69% das ações da Villa, tornando-o o acionista majoritário. Lerner nomeou-se presidente do conselho do clube.
A BBC informou em setembro de 2006 que Lerner estava mais perto de assumir o controle total do clube, após aumentar sua participação para 85,5%.
Ao final do prazo, em setembro de 2006, Lerner garantiu a aceitação de 89,69% dos acionistas. Como a aceitação ficou apenas 0,31% abaixo do limite condicional, Lerner aceitou e tornou a oferta incondicional. Em 19 de setembro de 2006, o presidente executivo da Aston Villa PLC e seu conselho renunciaram e foram substituídos por Randy Lerner como presidente com  Charles C. Krulak, Bob Kain e Michael Martin atuando como diretores não executivos. No final do negócio em 2006, Lerner tornou-se apenas o segundo proprietário americano de um clube da Premiership.
Em junho de 2011, Lerner nomeou o técnico Alex McLeish, que anteriormente trabalhou com rivais locais Birmingham City. O contrato de McLeish foi rescindido no final da temporada 2011-12, depois que o Villa terminou em 16º lugar, logo acima da zona de rebaixamento. Em 2 de julho de 2012, o Aston Villa confirmou a contratação do ex-técnico do Norwich City Paul Lambert.
Em fevereiro de 2012, o clube anunciou uma perda financeira de 53,9 milhões de libras. Lerner colocou o clube à venda em 12 de maio de 2014, com um valor estimado de 200 milhões.
Lambert foi demitido em fevereiro de 2015 e substituído por Tim Sherwood, que salvou o Villa do rebaixamento na temporada 2014/15 e levou a equipe à final da FA Cup 2015. Sherwood foi demitido em outubro de 2015, após seis derrotas consecutivas na liga, com Kevin MacDonald assumindo como técnico interino. Em novembro de 2015, o francês Rémi Garde concordou com um contrato de três anos e meio para se tornar o técnico, e foi demitido após 147 dias.
Em abril de 2016, dois membros do conselho de administração da Villa, o ex-presidente da Football Association David Bernstein e Lord King apresentaram suas demissões para o presidente da Villa, Steve Hollis. Sua demissão deveu-se ao fato de eles estarem "cada vez mais frustrados com a falta de progresso que conseguiram fazer" no clube. Também ocorreu, supostamente, uma "interação hostil" entre eles e o proprietário Randy Lerner.
Em maio de 2016, Lerner vendeu o Aston Villa para o empresário chinês Tony Xia e seu Grupo Recon após o rebaixamento de Villa para o Football League Championship. Muitos torcedores e ex-jogadores do Aston Villa culparam Lerner por estar inativo e por não ter investido significativamente desde a saída do técnico Martin O'Neill em 2010 e também por vender seus melhores jogadores.

## Filantropia
Lerner apoia a National Portrait Gallery do Reino Unido desde 2002. Em janeiro de 2008, foi anunciado que Lerner havia doado 5 milhões de libras para a galeria, a maior doação individual que já recebeu. Em reconhecimento, as galerias do piso térreo foram denominadas "The Lerner Galleries".
Para a temporada 2008/09 e 2009/10, o Aston Villa renunciou com seu patrocínio tradicional, para assim vestir em suas camisas o nome de um hospício para crianças, Acorns. Para a temporada de 2010/11, esse patrocínio foi substituído pela FxPro, mas o clube continuou a apoiar o Acorns em todos os uniformes das categorias de base.
Lerner é ex-aluno e grande benfeitor do Clare College, Cambridge e foi homenageado em 2008 com um espaço homônimo chamado "Lerner Court".

## Vida pessoal
Lerner tem uma casa em Amagansett, Nova Iorque, onde é dono do complexo comercial Community Square. O Wall Street Journal reportou que, entre 2007 e 2011, o Cleveland Browns Transportation foi a empresa que mais voou pelo Aeroporto de East Hampton. Em julho de 2019, uma sociedade de responsabilidade limitada, cujo principal dono é Randy Lerner, comprou uma propriedade perto de Stony Hill Road em Amagansett. A propriedade é protegida perpetuamente por uma ordem de conservação concedida ao Peconic Land Trust, que entrou com uma ação contra Lerner e a sociedade de responsabilidade limitada após a remoção de 75 a 125 árvores.